# CD3
Em imunologia, CD3 (Cluster of Differentiation 3) é um complexo proteico formado por quatro cadeias distintas. Nos mamíferos, o complexo contém a cadeia gama, cadeia delta e duas cadeias epsilon. Estas cadeias associam-se com uma molécula chamada de receptor de células T (TCR) e com a cadeia zeta, levando a ativação dos linfócitos T. 